# ابینگدام (مریلند)

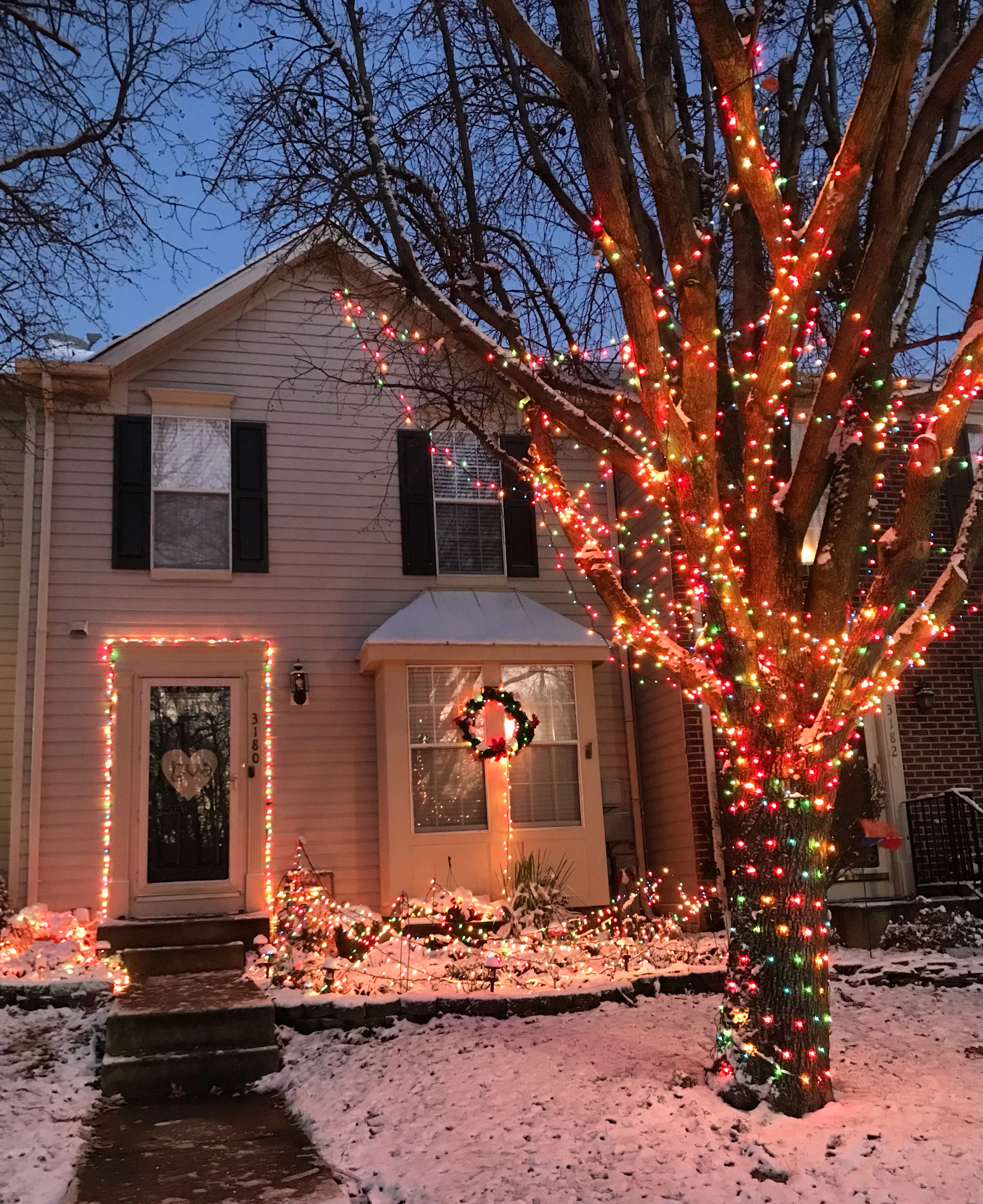
مریلند

ابینگدام، مریلند (به انگلیسی: Abingdon, Maryland) در ایالات متحده آمریکا است که در شهرستان هارفورد، مریلند واقع شده‌است.